# فوماریک اسید
فوماریک اسید (به انگلیسی: Fumaric acid) با فرمول شیمیایی (C4H4O4–) یک ترکیب شیمیایی است که جرم مولی آن ۱۱۶٫۰۷ g/mol می‌باشد. شکل ظاهری این ترکیب جامد و سفید رنگ است. این ترکیب یکی از ترکیبات واسطه‌ای چرخه اسید سیتریک است. با توجه به موقعیت گروه عاملی کربوکسیلیک اسید، فوماریک اسید ایزومر ترانس و مالئیک اسید ایزومر سیس است.